# Novichok
Novichok (em russo:  Новичок, "recém-chegado") é uma série de agentes nervosos que a União Soviética e a Rússia desenvolveram entre 1971-1993. Os cientistas russos que desenvolveram os agentes afirmam que são os mais mortíferos de todos os tempos, com algumas variantes possivelmente cinco a oito vezes mais potentes do que o VX e outras até dez vezes mais potentes que o soman.
Eles foram projetados como parte de um programa soviético de codinome "FOLIANT". Acredita-se que cinco variantes de novichok tenham sido armadas para uso militar. O mais versátil foi p A-232 (Novichok-5). Agentes novichok nunca foram usados no campo de batalha. Theresa May, então primeira-ministra do Reino Unido, disse que um desses agentes foi usado no envenenamento de Sergei e Yulia Skripal no Reino Unido em março de 2018. A Rússia oficialmente nega a produção ou a pesquisa de agentes novichok.
Em 2013, o Conselho Consultivo Científico da Organização para a Proibição de Armas Químicas informou que não dispunha de informações suficientes para comentar sobre a existência ou as propriedades dos agentes novichok e, em 2011, observou que não havia nenhum trabalho revisado por pares sobre os agentes da novichok em termos científicos na literatura especializada. Em 2016, químicos iranianos sintetizaram cinco agentes Novichok para análise e produziram dados espectrais de massa detalhados que foram adicionados à Base de Dados Analítica Central da Organização para a Proibição de Armas Químicas.